# Umbonula
Umbonula is een mosdiertjesgeslacht uit de familie van de Umbonulidae en de orde Cheilostomatida. De wetenschappelijke naam ervan werd in 2005 voor het eerst geldig gepubliceerd door Hincks.

## Soorten
- Umbonula alvareziana (d'Orbigny, 1842)
- Umbonula austriensis David & Pouyet, 1974 †
- Umbonula bartonensis Gregory, 1893 †
- Umbonula boucheti David & Pouyet, 1970 †
- Umbonula calcariformis Gregory, 1893 †
- Umbonula cyrtoporoidea Koschinsky, 1885 †
- Umbonula elongata Canu & Lecointre, 1930 †
- Umbonula endlicheri (Reuss, 1847) †
- Umbonula gigantea Canu, 1912 †
- Umbonula granulata Zágoršek, 2010 †
- Umbonula leda Canu, 1908 †
- Umbonula macrocheila (Reuss, 1847) †
- Umbonula mangnevillana (Lamouroux, 1816)
- Umbonula margaritata Koschinsky, 1885 †
- Umbonula megastoma (Busk, 1859)
- Umbonula miser Canu & Bassler, 1920 †
- Umbonula multispina David & Pouyet, 1972 †
- Umbonula ovicellata Hastings, 1944
- Umbonula paraboucheti David & Pouyet, 1972 †
- Umbonula patens (Smitt, 1868)
- Umbonula pliocenica Pouyet, 1976 †
- Umbonula reteporacites Canu, 1908 †
- Umbonula spinosa (Procházka, 1893) †
- Umbonula undulata Canu & Bassler, 1928
- Umbonula wemmeliensis Canu & Bassler, 1929 †

### Synoniemen
- Umbonula arctica (M. Sars, 1851) => Arctonula arctica (M. Sars, 1851)
- Umbonula inarmata Kluge, 1962 => Oshurkovia inarmata (Kluge, 1962)
- Umbonula littoralis Hastings, 1944 => Oshurkovia littoralis (Hastings, 1944)
- Umbonula pavonella (Alder, 1864) => Arctonula arctica (M. Sars, 1851)
- Umbonula verrucosa (Esper, 1790) => Umbonula ovicellata Hastings, 1944